# Lantanite-(La)
La lantanite-(La) è un minerale.